# Paracercion calamorum
Paracercion calamorum là một loài chuồn chuồn kim trong họ Coenagrionidae.
Loài này được xếp vào nhóm Loài ít quan tâm trong sách Đỏ của IUCN năm 2009, de trend van de populatie is volgens de IUCN stabiel.
Paracercion calamorum được Ris miêu tả khoa học năm 1916.

## Hình ảnh

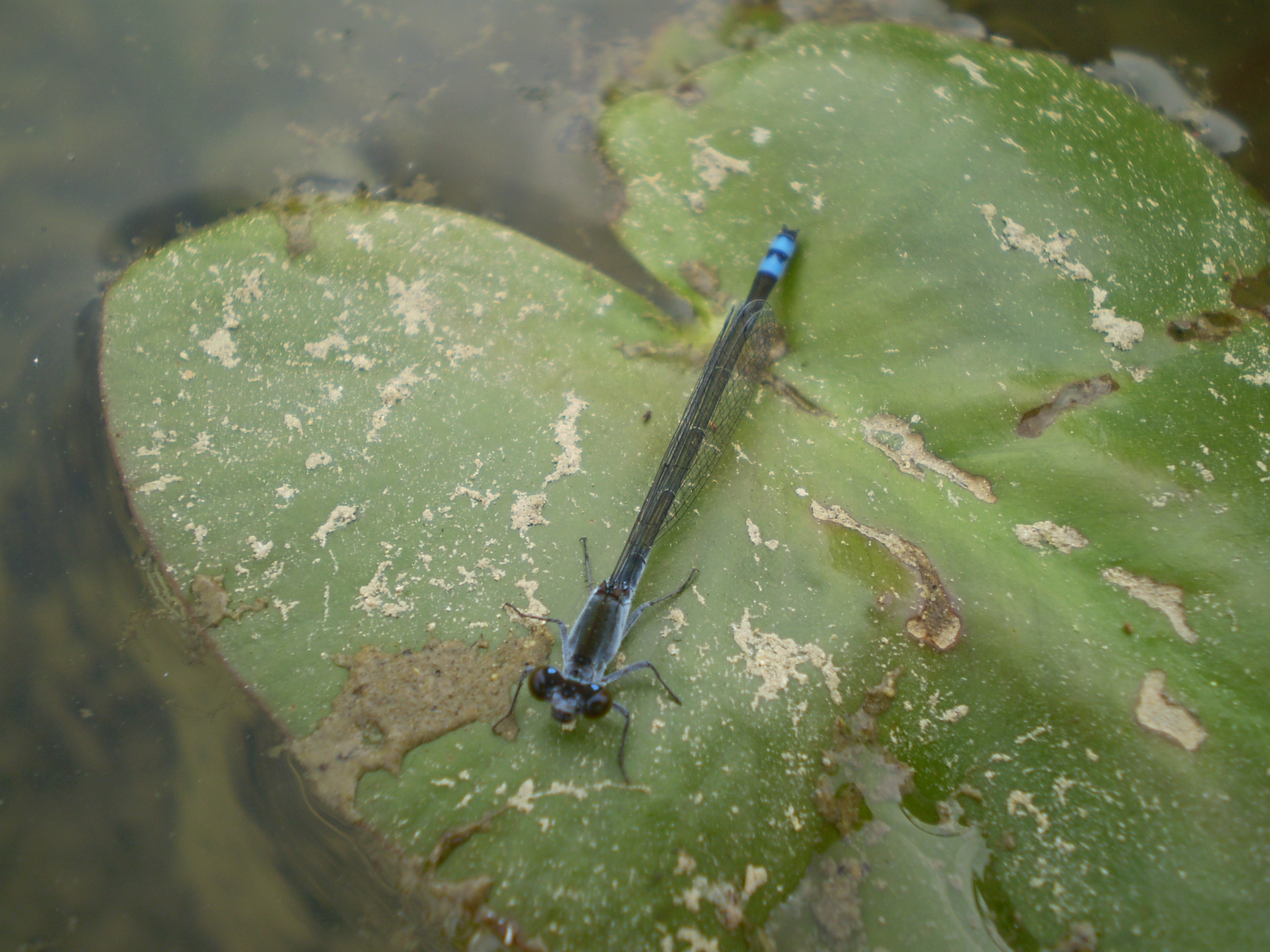
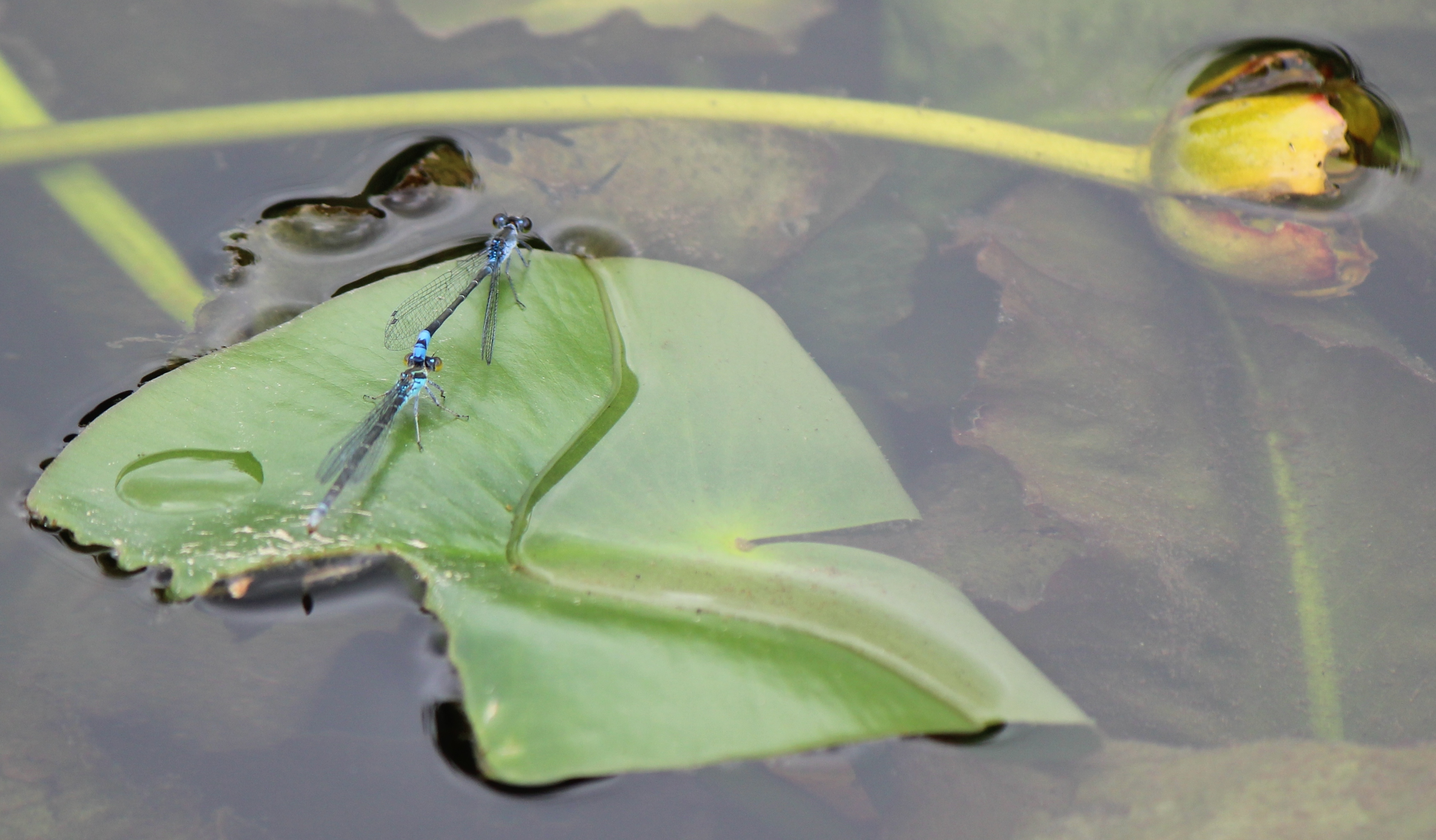
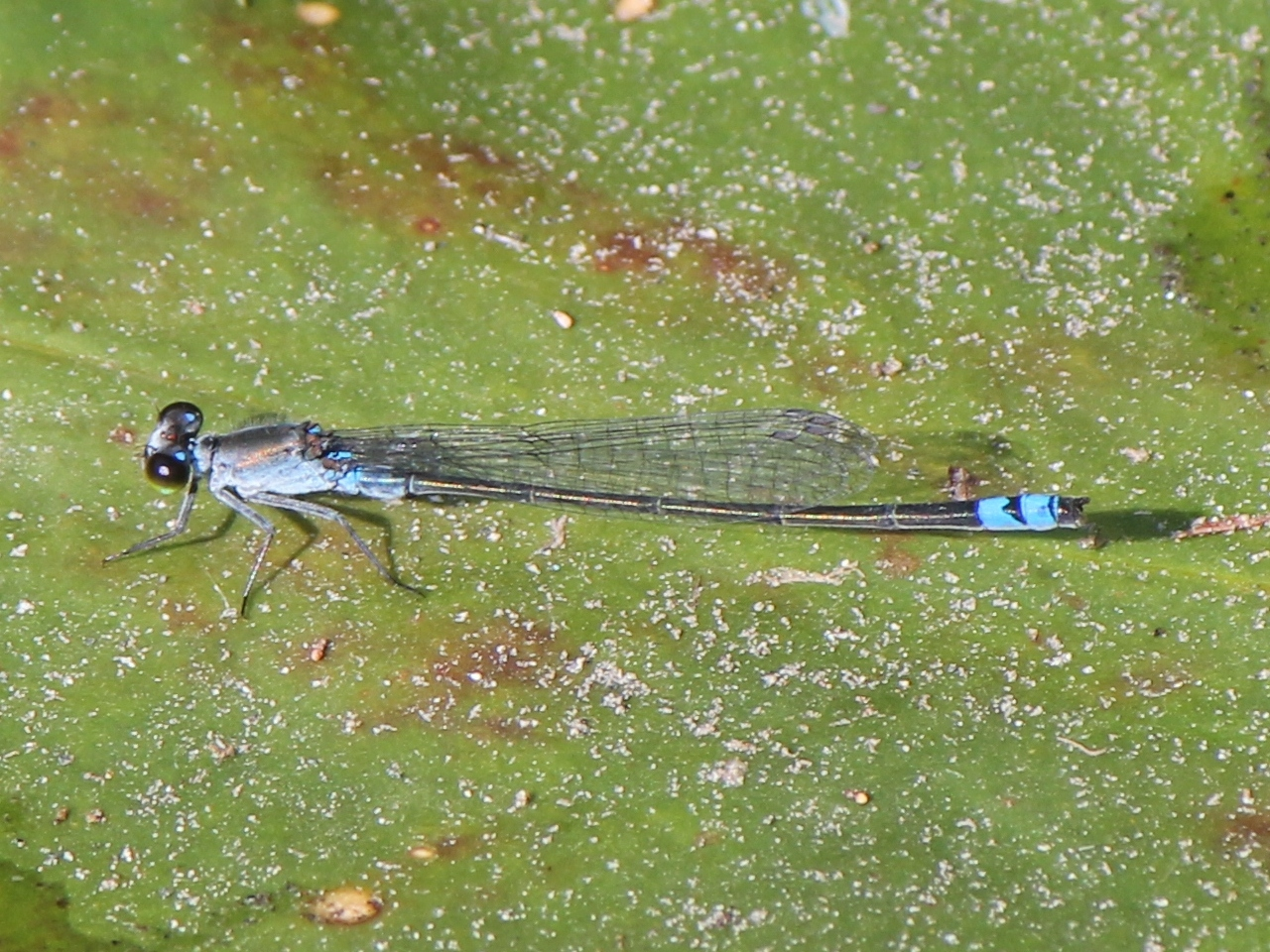
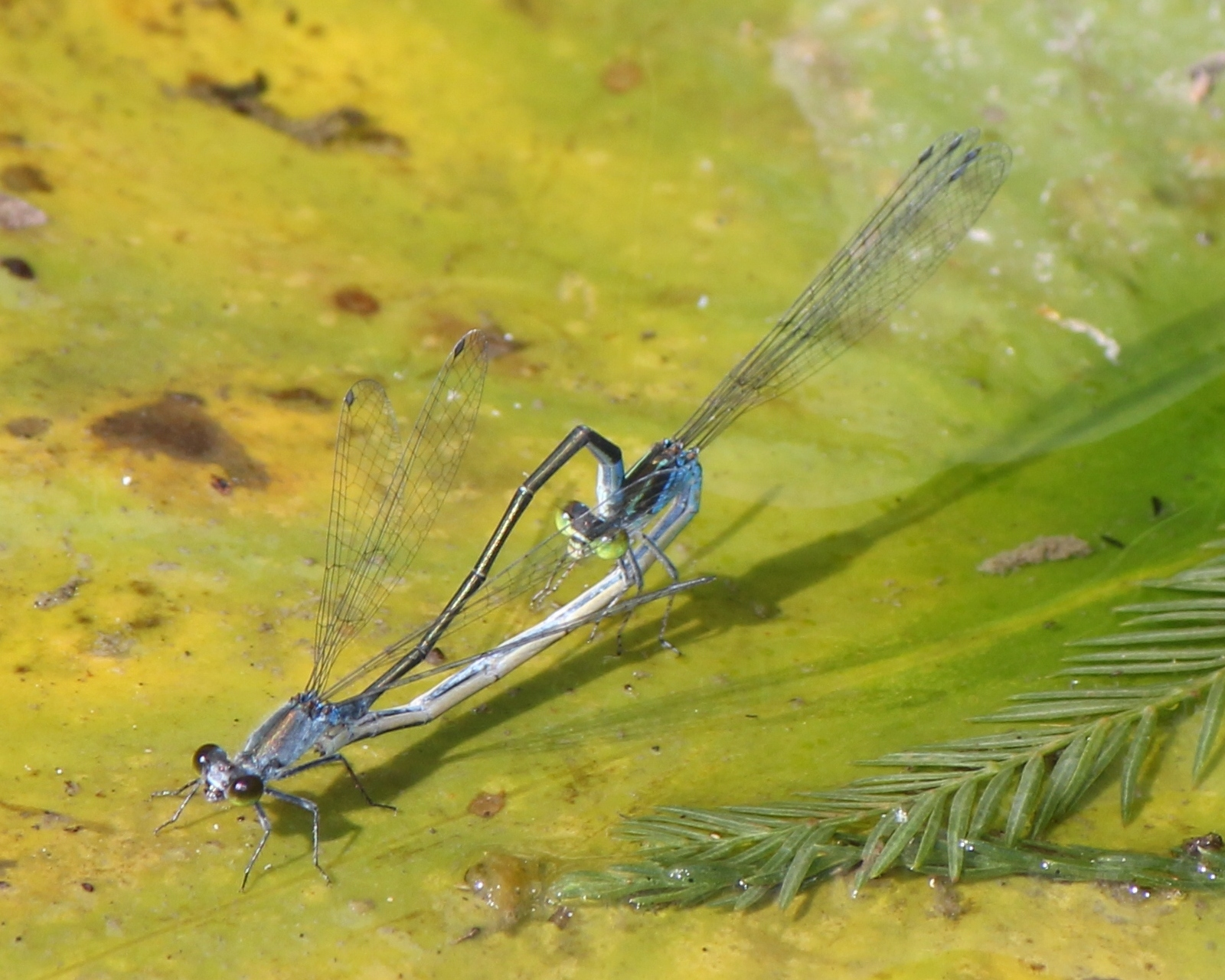